# Dunrobin Castle
Dunrobin Castle er et slot med residens i Sutherland i Skotlands Højland og familiesæde for jarlerne af Sutherland og klan Sutherland. Det ligger 1,6 km nord for Golspie og cirka 8,0 km syd for Brora med udsigt over Dornoch Firth.
Dunrobins er fra middelalderen, men de fleste af de nuværende bygninger og haver blev tilføjet af sir Charles Barry mellem 1835 og 1850. Noget af den oprindelige bygning er synlig i den indre gårdhave trods flere udvidelser og ombygninger, der gjorde det til det største hus i den nordlige del af Skotland. Efter syv år som kostskole, er det nu åbent for offentligheden.

## Historie
Dunrobin Castles historie er dybt sammenflettet med jarlerne og de senere hertuger af Sutherland. Jorden i Sutherland blev erhvervet før 1211 af Hugh de Moravia, lord Duffus, en ridder af flamsk afstamning, hvis vigtigste familiebase var på Duffus slot i Moray. Jarldømmet Sutherland blev oprettet omkring 1235 for Hughs søn, William, af kong Alexander II, da man formodede at han nedstammede fra House of Moray ad en kvindelig linje.
Som indehaver af et af syv middelalderlige jarldømmer i Skotland var familien en del af eliten, og den giftede sig ind i ledende familier og sågar i den kongelige familie. I 1300-tallet giftede Kenneth de Moravia, 4. Jarl af Sutherland sig med en datter af jarlen af Mar (og et barnebarn af Llewellyn Prins af Wales), mens William de Moravia, 5. Jarl af Sutherland giftede sig med prinsesse Margaret, datter af Robert the Bruce, og Robert de Moravia 6. jarl af Sutherland giftede sig med Margaret, datter af Alexander, 1. Jarl af Buchan. Alexander var en uægte søn af kong Robert 2. Han er bedre kendt som The Wolf Badenoch fordi han terroriseret store dele af det skotske højland og Moray. Mest bemærkelsesværdigt var, da han brændte hele Elgin by og domkirke på grund af et skænderi med biskoppen af Moray.
Dunrobin Castle blev første gang nævnt skriftligt som højborg for familien i 1401. De ældste dele, der står, blev sandsynligvis bygget i det sene 1300-tallet, og navnet synes at komme fra Dun Robin, eller "The Castle af Robin" efter Robert, 6. Jarl af Sutherland. Alexander, 1. jarl af Buchan døde i 1394, og man kan formode, at Dunrobin blev bygget i 1370'erne eller 1380'erne for at sikre, at den 6. jarl aldrig ville modtage uventet besøg af svigerfar, der havde terroriseret store dele af det skotske højland. Det er muligt, at familien havde boet samme sted, og medtagelsen af ordet "dun" i navnet. piktiske sten og andre rester i området tyder på, at grunden for Dunrobin Castle kan have været hjemsted for defensive strukturer i mange århundreder før den første del af det nuværende Slot blev bygget.
I 1514 ægtede jarldømmet af Sutherland sig til den magtfulde familien Gordon, der var Jarler af Lennox (De senere hertuger af Lennox, Gordon og Richmond). I 1567 blev den John Gordon, 11. jarl af Sutherland og hans grevinde myrdet af en tante i håb om at ændre, hvem der skulle arve titlen og formuen. Alexander Gordon 12. Jarl af Sutherland giftede sig med Jean Gordon, grevinde af Bothwell, der var James Hepburn, 4. jarl af Bothwell, der blev gift med Mary dronning af Skotland fraskilte ekskone.
Den 14. Jarl af Sutherland foretog mellem 1641 og 1644 den første store udvidelse af Dunrobin Castle.
I 1766 døde den 18. Jarl af Sutherland, og han blev fulgt af sin etårige datter Elizabeth, der blev 19. grevinde af Sutherland. Elizabeths ret til hendes fars titel blev anfægtet ved domstolene, men det blev besluttet at hun havde ret til titlen af overhuset 'House of Lords' i 1771. I September 1785 giftede Elizabeth Sutherland sig med George Leveson-Gower, Viscount Trentham, søn af den 1. Markis af Stafford. Da han arvede sin faders titel og blev 2. Marquess af Stafford i 1803 arvede han også enormt værdifulde ejendomme herunder Bridgewater-kanalen. Efter deres ægteskab i 1785 sikrede Sutherland en ombygning af Dunrobin Castle. Han brugte sin eneorme rigdom til at forny og opgradere alt, hvad der var, og et nyt sydligt område af slottet blev bygget.
Først i 1800-tallet udgjorde Elizabeth, 19. grevinde af Sutherland og George Leveson-Gower, 2. Markis af Staffords godser 1,5 millioner hektar og var den største private ejendom i Europa.
Efter sin mands død udvidede hertuginden af Sutherland Dunrobin Castle, og hun opbyggede en ny nordlig vestfløj til at give slottet en passende størrelse for den 2. hertug, hans familie og for sig selv. Den 2. hertug af Sutherland arvede Dunrobin Castle ved hertugindens død i 1841. Han havde otte børn, og det synes at være med til hans planlægning af en kæmpemæssig udvidelse af slottet. Han bestilte arkitekten sir Charles Barry til det. Han skulle ændre slottet fra et fort til et hus i den Scottish Baronial Arkiveret 3. juli 2019 hos  Wayback Machine stil, der var blevet populære blandt aristokratiet, som var inspireret af Dronning Victorias nye bopæl på Balmoral og arbejdet begyndte i 1845. Slottets nye og kæmpemæssige udvidelse stod klar i 1851.

## 1. Verdenskrig
Under 1. verdenskrig blev Dunrobin castle brugt som et hjælpe-søfarts-hospital. En brand i 1915 beskadigede dele af slottet. Det siges, at meget mere ville have været ødelagt, hvis ikke besætningen fra et skib kom i land og formerede spand-kæder med vand til at bekæmpe ilden. Den skotske arkitekt sir Robert Lorimer blev ansat til at føre tilsyn med reparationer, og han fortog store ændringer på de vigtigste tårne og til meget af interiøret op til 1921.

## Slottet i dag
Slottets nuværende ejer er den 94-årige Elizabeth Sutherland, 24. Grevinde af Sutherland. Hun er leder af Sutherland Klanen.
57°58′54″N 3°56′44″V / 57.9817°N 3.94552°V